# Инджова, Ренета
Ренета Иванова Инджова (болг. Ренета Иванова Инджова; род. 6 июля 1953, Нова-Загора) — болгарская государственная и политическая деятельница. Исполняющая обязанности премьер-министра Болгарии в 1994—1995 годах.

## Биография
Ренета Инджова родилась 6 июля 1953 года в городе Нова-Загора. В 1975 году окончила Высший экономический институт имени Карла Маркса. Преподаватель политической экономии и экономики в 1975—1990 годах.
В начале 1990-х годов экономический эксперт Союза демократических сил. Руководитель Агентства приватизации (1992—1994). 17 октября 1994 года, после отставки кабинета Любена Берова, президент Желю Желев назначил её председателем антикризисного правительства. Во время своего короткого пребывания у власти добилась успехов в экономической политике и в борьбе с организованной преступностью.
В 1995 году Инджова баллотировалась на пост мэра Софии, но заняла третье место. В 2001 году принимала участие в президентских выборах, получила 4,9 % голосов.
В 2012—2014 годах председатель Института статистики Болгарии.

### Личная жизнь
Ренета Инджова была замужем за Бояном Славенковым, в 1990-х годах они развелись. Имеет дочь Ралицу.